# Inger Støjberg
Inger Støjberg (født 16. marts 1973 i Hjerk, Sallingsund) er en dansk politiker, der er partileder og stifter af Danmarksdemokraterne. Hun var næstformand for Venstre fra 2019 til 2020 og folketingsmedlem for partiet fra 2001 til februar 2021, hvorefter hun var løsgænger indtil december 2021. Siden november 2022 har hun været folketingsmedlem for Danmarksdemokraterne, som hun stiftede det år. Støjberg var i skiftende Lars Løkke Rasmussen-ledede regeringer minister for ligestilling 2009-10, beskæftigelsesminister 2009-11, udlændinge- og integrationsminister 2015-19 og boligminister 2015-16. Hun blev i rigsretssagen mod hende idømt 60 dages ubetinget fængsel i 2021 for hendes ulovlige instruks om adskillelse af unge asylpar, mens hun var udlændinge- og integrationsminister.
Støjbergs politiske karriere startede som medlem af Viborg Amtsråd i 1994, hvor hun sad indtil 2002. I 2001 blev hun folketingsmedlem for Venstre. Hendes instruks om adskillelse af unge asylpar som udlændinge- og integrationsminister i 2016 blev undersøgt af en nedsat undersøgelseskommission, Instrukskommissionen. På grundlag af kommissionens delberetning besluttede et folketingsflertal i februar 2021 at stille Støjberg for en rigsret. Hun meldte sig samme måned ud af Venstre og blev løsgænger i Folketinget. I december 2021 blev Støjberg idømt 60 dages ubetinget fængsel for brud på ministeransvarlighedsloven, og kort tid efter stemte et folketingsflertal for at erklære hende uværdig til at sidde i Folketinget, hvorefter hun mistede sit mandat.
Efter at have afsonet sin dom stiftede hun i juni 2022 det politiske parti Danmarksdemokraterne med sig selv som partileder. Partiet blev det femtestørste parti ved folketingsvalget i november samme år med 14 mandater.

## Baggrund
Inger Støjberg blev født den 16. marts 1973 som datter af gårdejer Mathias Støjberg og medhjælpende ægtefælle Gudrun Støjberg.
Støjberg blev student fra Morsø Gymnasium i 1993 og tog 1-årig højere handelseksamen fra Viborg Handelsskole i 1995. I 1999 blev hun uddannet fra det nu nedlagte "InformationsAkademiet", som var en kort, videregående kommunikationsuddannelse på Viborg Handelsskole. Hun var redaktør på Viborg Bladet fra 1999 til november 2001. Hun havde desuden eget firma, Støjberg Kommunikation, i perioden januar 2000 – marts 2001.
Hun har tidligere været gift med redaktør Jesper Beinov og har siden 2001 været bosat i Hadsund.
I november 2004 udgav hun en biografi om musikduoen Sussi og Leo med titlen Toner i livet.
Inger Støjberg har desuden været initiativtager på indsamlingen "Vi husker Darfur", hvor der blev samlet mere end 300.000 kr. ind til fordel for kvinder og børn i Darfur. Pengene blev overrakt den 19. april 2007 til Folkekirkens Nødhjælp ved en indsamlingskoncert i Børsen.
I november 2016 udsendte Berlingske Media Forlag i samarbejde med People's Press biografien Inger – der hvor hun kommer fra, skrevet af journalisterne Andreas Karker og Martin Hjort. Bogen fik fire stjerner i Jyllands-Postens og Berlingskes anmeldelser, mens Altingets anmelder Niels Krause-Kjær tildelte bogen tre stjerner.

## Politisk karriere

### Tidlig karriere i Folketinget
Støjbergs politiske karriere begyndte i Viborg Amtsråd, hvortil hun blev valgt i 1994. Her sad hun frem til 2002 og var næstformand for undervisnings- og kulturudvalget hele perioden og medlem af teknik- og miljøudvalget fra 1998. Derudover var hun amtsrådets medlem af bestyrelsen for Bjerringbro Gymnasium og Skive Handelsskole. Hun var desuden medlem af hovedbestyrelsen i Liberalt Oplysnings Forbund 1996-1999 og af repræsentantskabet i Østjydsk Bank fra 2004. Internt i Venstre har hun bl.a. været formand for partiets landbrugs- og fiskeriudvalg 2001-2005, medlem af hovedbestyrelsen fra 2005 og formand for Venstres Landspolitiske Netværk for Familie og Fødevarer fra 2007.
Hun blev opstillet til Folketinget første gang i 1999 i Morsøkredsen, men har siden 2005 været opstillet i Skivekredsen.

### Minister i regeringen
7. april 2009 blev hun beskæftigelsesminister og minister for ligestilling, indtil sidstnævnte ministerpost blev overtaget af Lykke Friis i forbindelse med ministerrokaden 23. februar 2010. Posten som beskæftigelsesminister overgik til Mette Frederiksen (Socialdemokratiet) den 3. oktober 2011.
Den 28. juni 2015 blev hun udnævnt til udlændinge-, integrations- og boligminister i regeringen Lars Løkke Rasmussen II. I forbindelse med regeringsomdannelsen 28. november 2016 fortsatte hun som udlændinge- og integrationsminister, og blev efterfulgt som boligminister af Ole Birk Olesen (LA).

### Instruks om adskillelse af unge asylpar
Støjberg har ad flere gange været indkaldt til hastesamråd ifm. en instruks fra 2016, hvor hun pålagde asylcentre at adskille kæreste- og ægtepar, hvor den ene eller begge parter var under 18 år, de såkaldte "barnebrude". Påbuddet var imod loven og spørgsmålet var om Støjberg havde ignoreret advarsler om ulovligheden af instruksen fra sit embedsværk.
22. januar 2020 nedsatte et flertal en undersøgelseskommission under navnet Instrukskommissionen. Med landsdommer Peter Mørk Thomsen som formand skal kommissionen undersøge sagen. Inger Støjberg selv blev afhørt 24. maj 2020, og 14. december samme år udgav kommissionen en delberetning med en kraftig kritik af Støjberg. Et flertal i Folketinget besluttede efterfølgende at lade uvildige advokater vurdere, om der er basis for at udforme et anklageskrift til en rigsretssag mod Inger Støjberg. Advokaterne vurderede, at der var grundlag for at rejse tiltale, og der var en "rimelig formodning" om at tiltalen ville kunne føre til domsfældelse for grov uagtsomhed eller forsæt.
Torsdag 14. januar stod det klart, at et folketingsflertal støtter en rigsretssag. Socialdemokratiet, SF, Radikale Venstre, Det Konservative Folkeparti, Alternativet, Frie Grønne samt dele af Venstre støtter en rigsretssag, mens Dansk Folkeparti, Nye Borgerlige, løsgænger Lars Løkke Rasmussen samt ni medlemmer af Venstre var imod.  Den 2. februar 2021 besluttede Folketinget, at der skulle rejses rigsretstiltale mod Støjberg.
Instrukskommissionens anden og afsluttende delberetning blev afleveret den 26. april 2021 og indeholdt kommissionens vurderinger af, om der i sagen var grundlag for at gøre et ansvar gældende over for embedsmænd.
Rigsretten afsagde dom over Inger Støjberg den 13. december 2021. Med et flertal på 25 ud af 26 dommere blev hun kendt skyldig i forsætlig overtrædelse af ministeransvarlighedsloven og idømt 60 dages ubetinget fængsel. Hun afsonede dommen med fodlænke i sit hus i Hadsund fra marts til maj 2022.

### Afgang som næstformand og udmeldelse af Venstre
I december 2020 meddelte Inger Støjberg, at hun trak sig som næstformand i Venstre efter ønske fra formand Jakob Ellemann-Jensen. Meldingen kom efter Ellemann-Jensens udmelding om, at Venstre ville støtte en mulig rigsretssag mod Støjberg. Det gik Inger Støjberg ud og modsagde, og Ellemann-Jensen bad efterfølgende Støjberg trække sig. Ifølge Jakob Ellemann-Jensen var uenigheden "dråben, der fik det berømte bæger til at flyde over", da Støjberg ifølge ham gentagne gange havde været illoyal overfor partiformanden og partilinjen.
Den 4. februar 2021 meddelte Inger Støjberg at hun har meldt sig ud af Venstre.

### Danmarksdemokraterne (siden 2022)
Den 23. juni 2022 meddelte Støjberg, at hun stiftede et nyt parti kaldet Danmarksdemokraterne, der skulle være et borgerligt parti med en stram udlændingepolitik. Partiet stod fra starten godt i meningsmålingerne, og ved folketingsvalget i november samme år fik de 14 mandater og blev dermed det femtestørste parti i Folketinget sammen med Liberal Alliance. Støjberg blev valgt for sit parti i Mariagerfjordkredsen (Nordjyllands Storkreds), hvor hun med 47.211 personlige stemmer fik andenflest personlige stemmer i landet efter Mette Frederiksen.

## Kritik

### Journalist-titel i CV
I 2009 blev Støjberg kritiseret for at kalde sig for "uddannet journalist". De eneste af Undervisningsministeriet godkendte journalistuddannelser udbydes af Medie- og Journalisthøjskolen i Aarhus samt Syddansk Universitet og Roskilde Universitet.
Hendes uddannelse fra InformationsAkademiet var som "akademiøkonom i kommunikation".
"Journalist" er ikke en beskyttet titel i Danmark, men Støjberg valgte alligevel i den forbindelse at ændre på formuleringen i sit CV.

### Lagkage-fejring af udlændingestramninger
14. marts 2017 lagde Støjberg et foto på sin Facebook-side, hvor hun stod med en lagkage med tallet 50, der var en henvisning til antallet af udlændingestramninger, som regeringen ifølge Inger Støjberg havde vedtaget.  Støjberg fik kritik for at fejre andres ulykke med kage, og opslaget fik stor opmærksomhed først på Facebook og siden i både danske og internationale medier som The New York Times og tyske Bild. Hos Bild blev Støjberg kaldt en "Trumpinde", altså en slags kvindelig Donald Trump, og sammenlignet med højrepopulister som Marine Le Pen og Geert Wilders. I The New York Times blev kagebilledet stillet i kontrast til Danmarks ry for medmenneskelighed og venlighed mod udlændinge.

## Hæder
Inger Støjberg modtog kommandørkorset af Dannebrogsordenen i 2011, men måtte efter rigsretssagen tilbagelevere kommandørkorset.